# União das Freguesias de Trouxemil e Torre de Vilela
União das Freguesias de Trouxemil e Torre de Vilela, kürzer Trouxemil e Torre de Vilela, ist eine Gemeinde (Freguesia) im Kreis (Concelho) von Coimbra im mittleren Portugal.
In der Gemeinde leben 3.954 Einwohner auf einer Fläche von 10,56 km² (Stand nach Zahlen von 2011).
Die Gemeinde entstand im Zuge der Gebietsreform in Portugal am 29. September 2013 durch Zusammenlegung der Gemeinden Trouxemil und Torre de Vilela. Trouxemil wurde Sitz der Gemeinde, die ehemalige Gemeindeverwaltung in Torre de Vilela blieb als Außenstelle und Bürgerbüro bestehen.